# Zhuang Xiaoyan
Dans ce nom chinois, le nom de famille, Zhuang, précède le nom personnel.
Zhuang Xiaoyan, née le 4 mai 1969 à Shenyang, est une judokate chinoise.

## Carrière
Aux Jeux asiatiques de 1990, elle remporte la médaille d'or toutes catégories ; elle en fait de même aux Championnats du monde de judo 1991. Elle est ensuite sacrée championne olympique en catégorie des plus de 72 kg aux Jeux olympiques d'été de 1992 à Barcelone.